# Вулиця Європейська (Хмельницький)
Європе́йська ву́лиця розташована у центральній частині міста Хмельницький, пролягає від вулиці Грушевського до вулиці Свободи.

## Історія
У XIX столітті була складовою частиною бульвару (з 1880-х років Старобульварна вул.), який прокладений згідно з планом забудови міста від 1824 року.

### Роки радянської влади
У 1926 році Старобульварна вулиця була розбита на три частини, одна з яких отримала назву провулок Медведівський, а з 1930-х років — Червоноармійська вулиця.

### Роки Незалежної України
В рамках декомунізації її було перейменовано на Європейську вулицю.

## Пам'ятки архітектури
- Європейська, 2 (Грушевського, 95) — один із найоригінальніших особняків старого Проскуріва, двоповерховий, з баштою, збудований на початку XX століття. Тут з кінця 1920-х років перебував штаб 8-ї кавалерійської дивізії Червоного Козацтва. У повоєнні роки в будинку тривалий час розташовувався обласний комітет з телебачення та радіомовлення, нині розташований один з відділів УМВС.

- Європейська, 4 — двоповерховий будинок XIX століття.
- Європейська, 5 — одноповерховий будинок.
- Європейська, 6 — одноповерховий будинок XIX століття.

Забудова вулиці Європейської
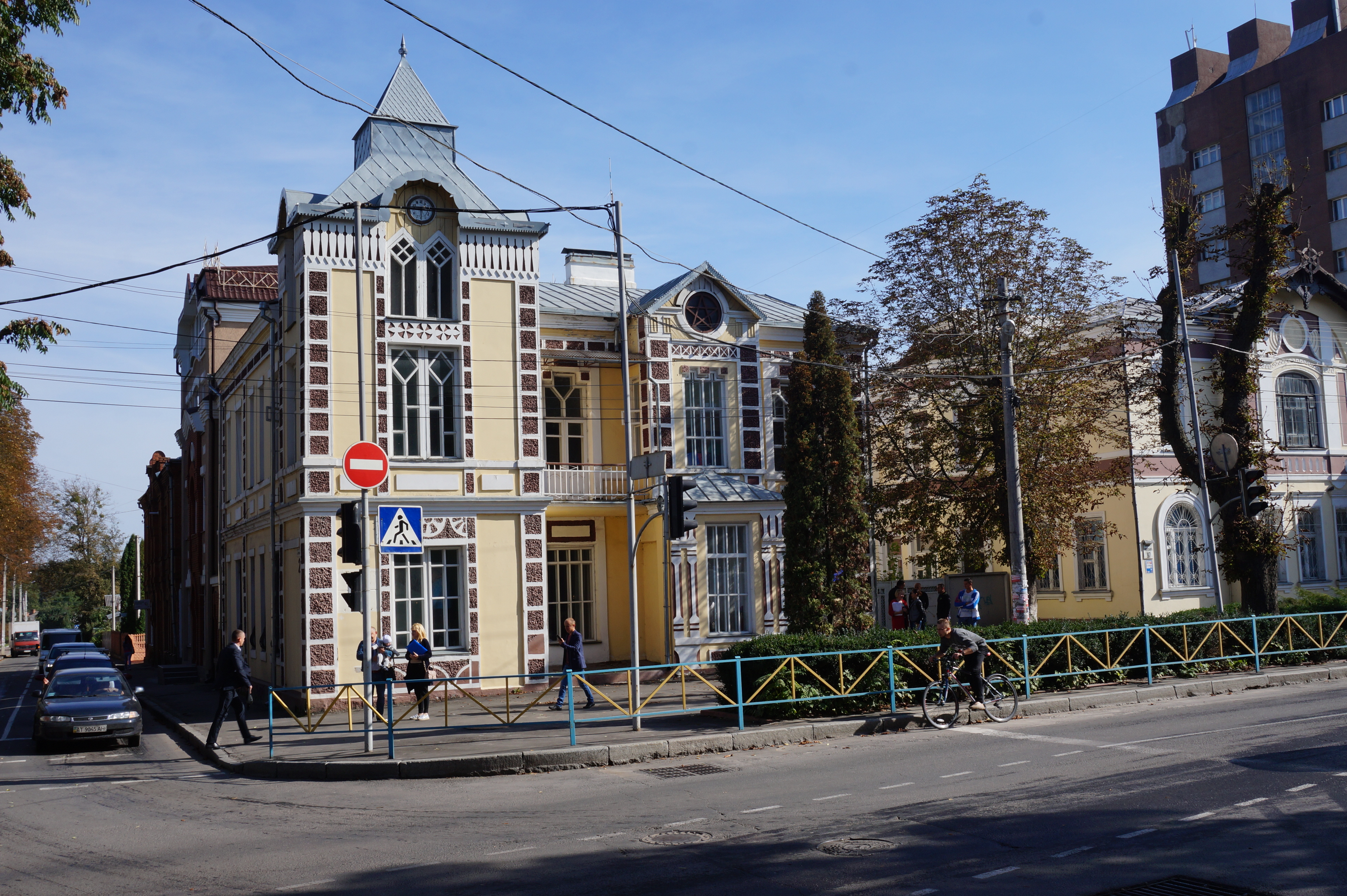
Грушевського 95 (Європейська, 2)
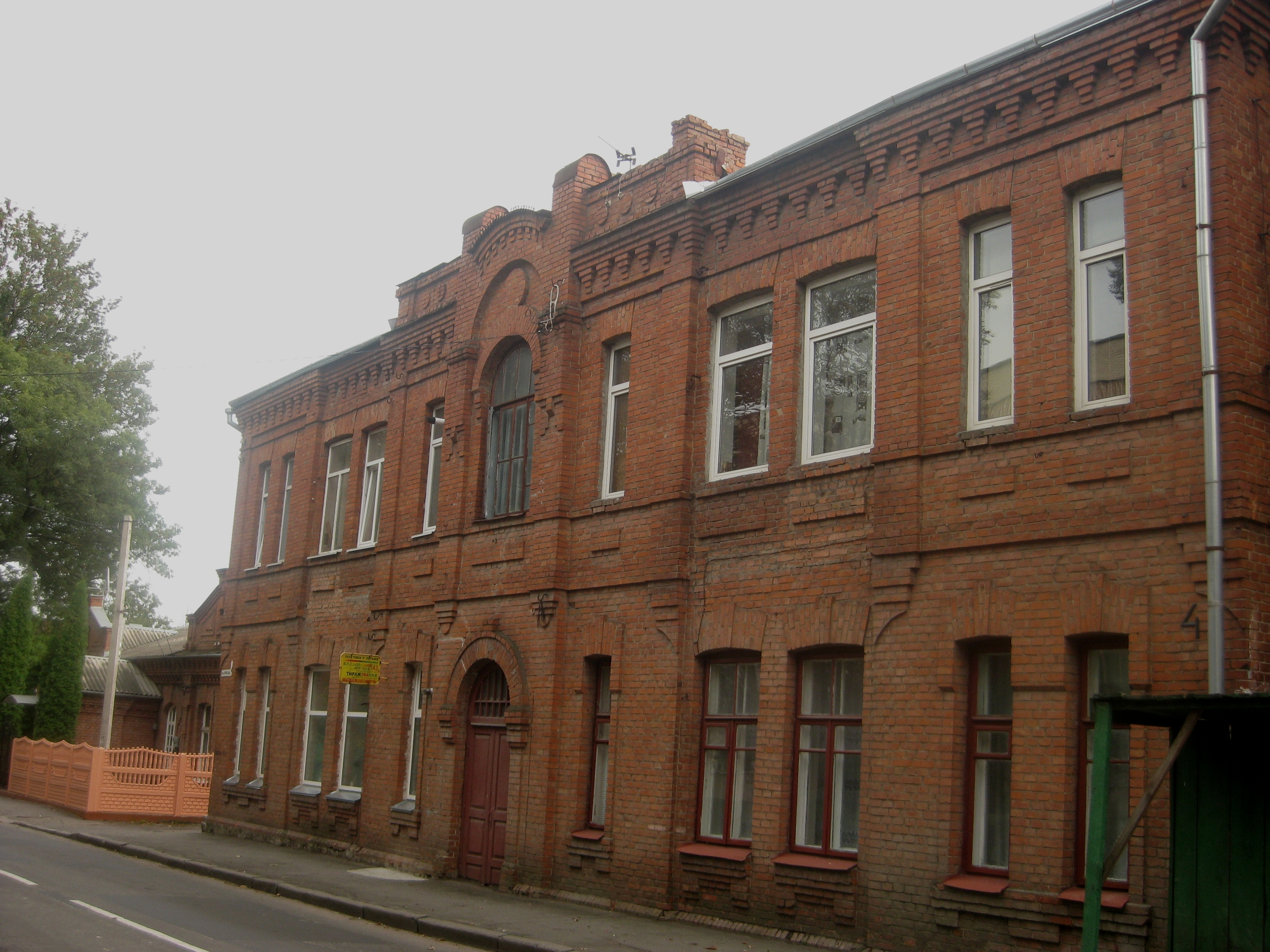
Європейська, 4
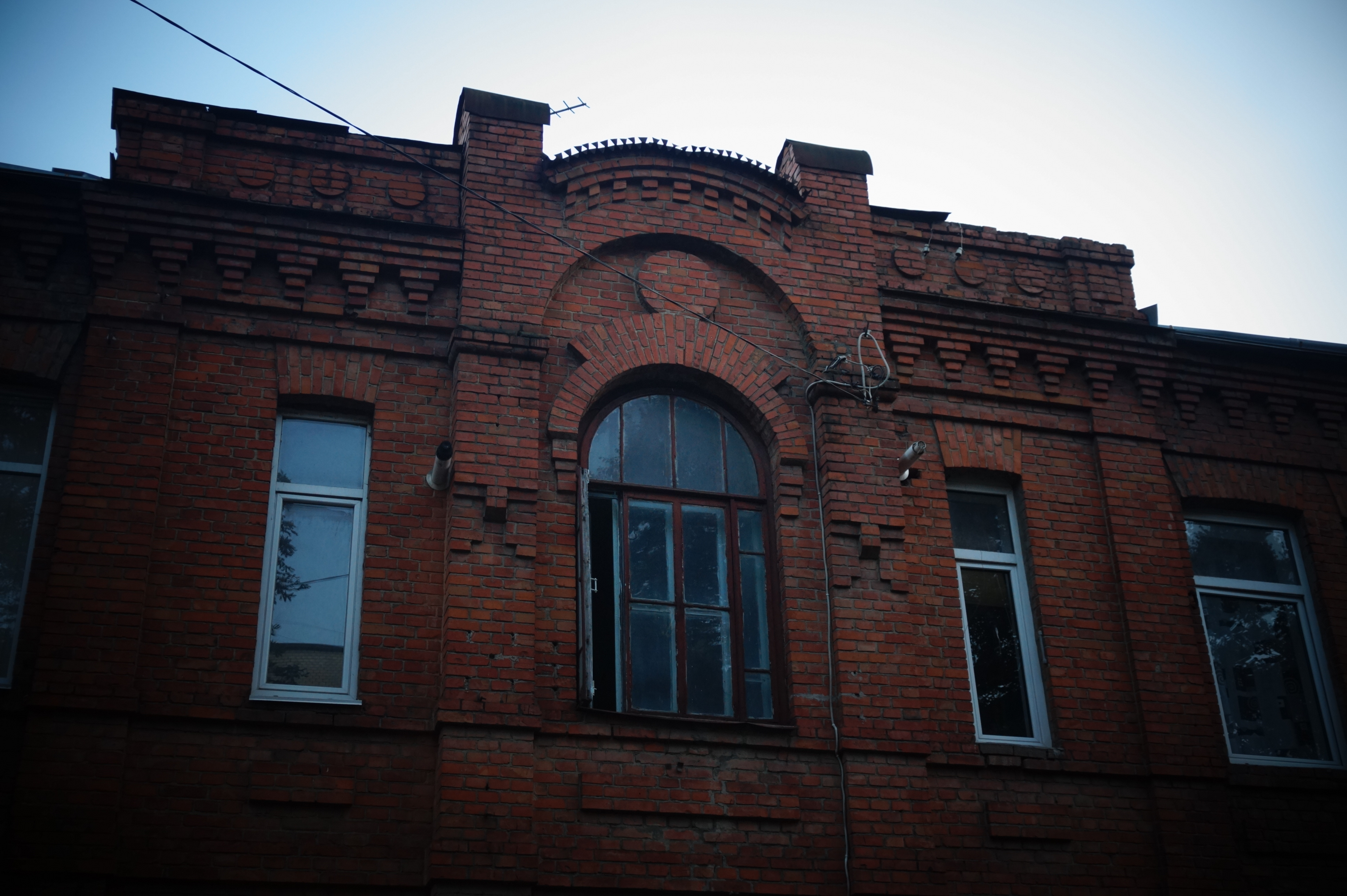
Фронтон будинку по вул. Європейській, 4
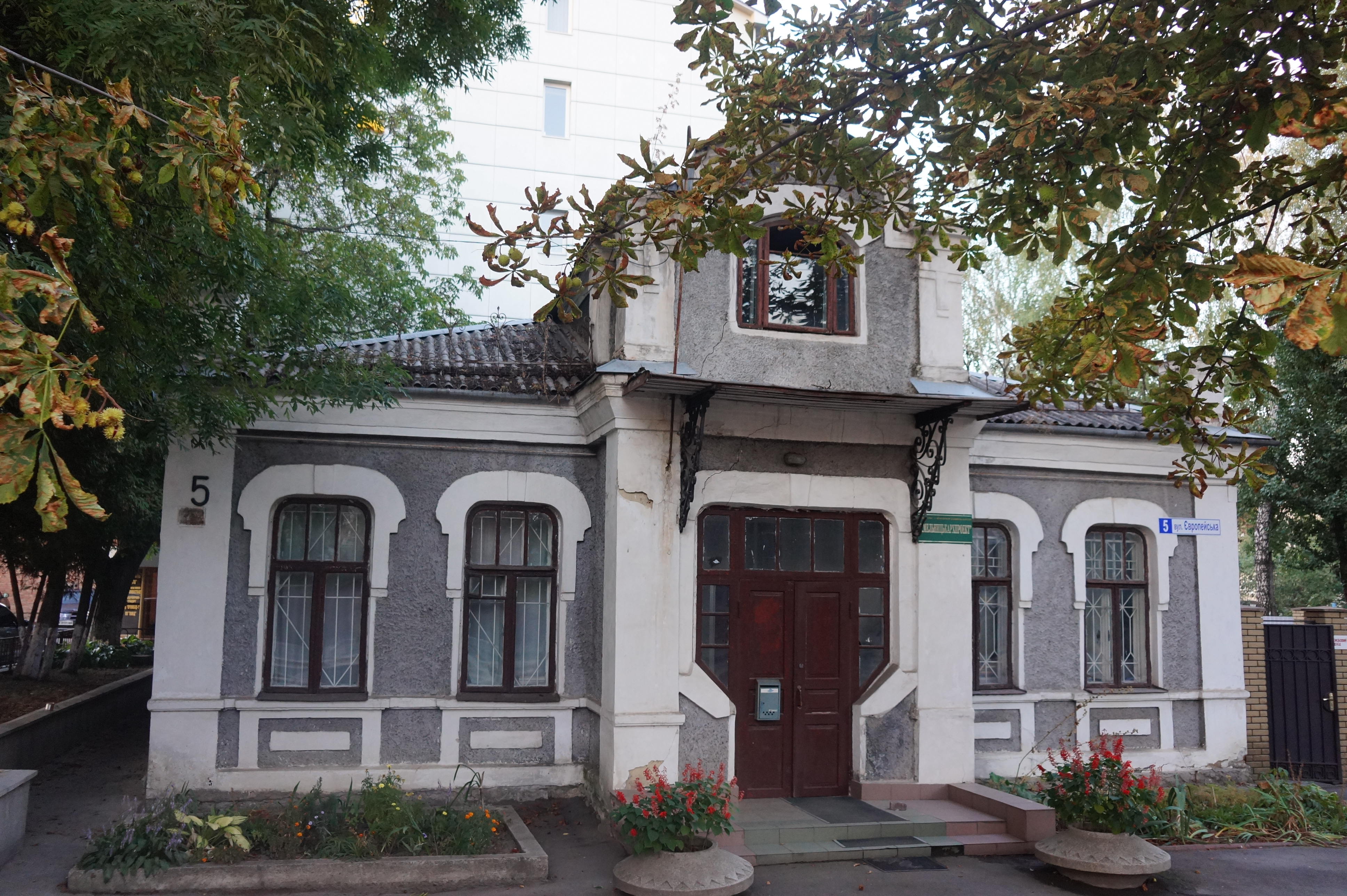
Європейська, 5
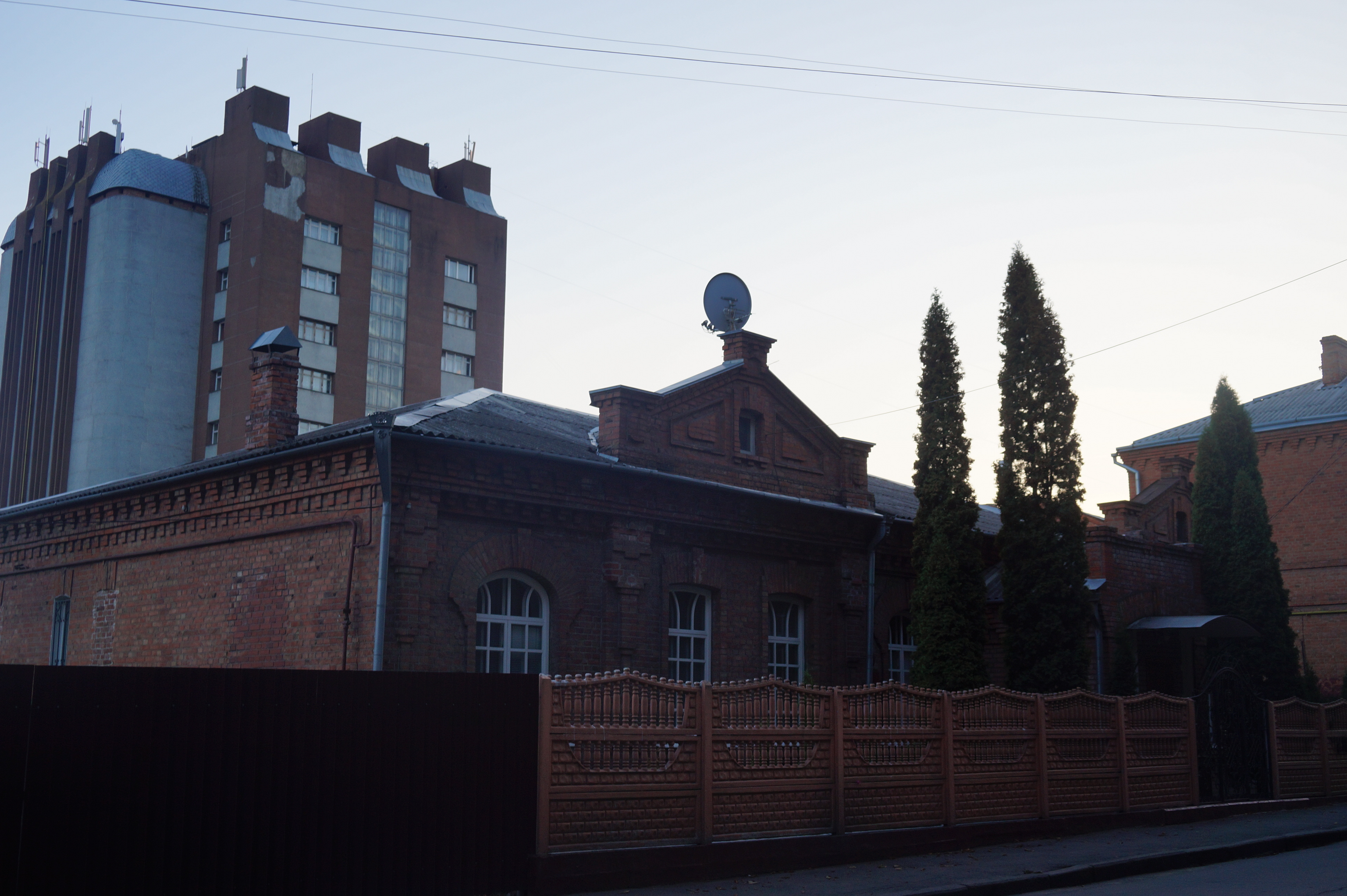
Європейська, 6

## Цікаві факти
- Колишня назва була пов'язана з розташуванням поблизу перехрестя з вул. Грушевського (тоді Рози Люксембург) штабу 8-ї кавалерійської дивізії Червоного Козацтва.
- На вулиці Європейській односторонній рух.